# 朝鮮文人報国会
朝鮮文人報国会（ちょうせんぶんじんほうこくかい）は朝鮮における日本統治時代末期の文学団体。前身は朝鮮文人協会。皇道文学樹立を目標に立て、親日活動を行った。

## 概要
朝鮮文人報国会は、日本統治時代末期である1943年4月、既存の大型文人団体である朝鮮文人協会を始めとして、各種文人団体を統合し結成した団体である。目標は「朝鮮に世界最高の皇道文学を樹立する」ことだった。
太平洋戦争を後方から支援し国民総力運動と文学を全面的に結合し、「朝鮮文学者の総力を大東亜戦争の目的に結集し、皇道世界観を顕現する日本文学を樹立」することを目的とした。事務室を国民総力朝鮮連盟宣伝部文化科に置き、国民総力朝鮮連盟とは密接な関係にあった。
主要な活動は各地の日本軍を慰問することと、演説会の開催を通して徴兵と徴用の動員を宣伝することであった。1945年8月1日にも朝鮮国民義勇隊の出帆を記念する行事を開くなど活発に活動したが、8月15日に太平洋戦争が終戦するにともない、解体された。

## 主要な活動
- 1943年4月、団体創立
- 1943年5月、朝鮮文人報国会結成文芸展の開催
- 1943年5月、海軍を賛揚する詩朗読会の開催
- 1943年8月、徴兵制実施感謝のための「朗読と演劇の夜」の開催
- 1943年10月、決戦小説と戯曲懸賞の公募
- 1943年11月、学徒兵出陣を激励する講演大会の開催
- 1944年4月、増産現場に所属作家を派遣
- 1944年6月、決戦体制文学者総決起大会の開催
- 1944年8月、敵国降伏文人大講演会の開催
- 1944年11月、国民総力朝鮮連盟が派遣する慰問隊に所属作家4名が参加決定
- 1945年5月、朗読文学の夜の開催
- 1945年8月、朝鮮国民義勇隊進発記念「文芸と音楽の夜」の開催